# Lauriane Genest
Lauriane Genest (Montreal, 28 mei 1998) is een Canadees baanwielrenster gespecialiseerd in de sprintonderdelen. 

## Carrière
Genest won in 2019 de keirin en samen met Kelsey Mitchell de teamsprint op de Pan-Amerikaanse kampioenschappen baanwielrennen. In datzelfde jaar won Genest goud op de keirin. In 2021 nam ze voor het eerst deel aan de Olympische Zomerspelen die dat jaar plaatsvonden in Tokio. Ze won een bronzen medaille bij de keirin en werd achtste bij de sprint.

## Palmares
| Jaar  | CK                                                | PK                                                | WK                                  | Overig                                                 |
| Elite | Elite                                             | Elite                                             | Elite                               | Elite                                                  |
| ----- | ------------------------------------------------- | ------------------------------------------------- | ----------------------------------- | ------------------------------------------------------ |
| 2017  | 500m tijdrit · teamsprint · keirin · sprint       |                                                   |                                     |                                                        |
| 2018  | 500m tijdrit · teamsprint · 4e sprint · 6e keirin | keirin · teamsprint · 4e sprint                   |                                     | Gemenebestspelen: 4e sprint 7e keirin 9e 500m tijdrit  |
| 2019  | keirin · 500m tijdrit · sprint · teamsprint       | teamsprint · keirin · 4e 500m tijdrit · 8e sprint | 13e keirin 17e sprint               |                                                        |
| 2020  |                                                   |                                                   | 5e teamsprint 11e sprint 16e keirin | WB Milton: teamsprint                                  |
| 2021  |                                                   |                                                   | 4e sprint 8e teamsprint 10e keirin  | Olympische Spelen: · keirin · 8e sprint                |
| 2022  | 500m tijdrit · 4e sprint                          | teamsprint · keirin · 4e sprint                   | 8e teamsprint 10e sprint 23e keirin | Gemenebestspelen: · teamsprint · 5e sprint · 7e keirin |
| 2023  | keirin · sprint · 500m tijdrit                    | sprint · keirin · teamsprint                      | 8e sprint 8e teamsprint 13e keirin  |                                                        |
| 2024  |                                                   | teamsprint · 4e keirin · 4e sprint                |                                     | Olympische Spelen: 8e teamsprint 13e sprint 16e keirin |